# Roland Kun
Roland Tullen Kun (ur. 6 maja 1970 w Buada) – nauruański polityk, parlamentarzysta.
Jest synem Rubena Kuna, który w przeszłości był prezydentem Nauru, oraz kuzynem Russella Kuna, również członka parlamentu. Studiował na Uniwersytecie Jamesa Cooka w Townsville w Australii.

## Kariera polityczna
Kun bezskutecznie startował w wyborach parlamentarnych w 2003 roku. W 2004 dostał się do parlamentu. Po uzyskaniu mandatu poselskiego został Ministrem Sprawiedliwości. Obecnie jest Ministrem Rybołówstwa i Edukacji.
Jest ekspertem ds. rybołówstwa.
Kun jest jednym z założycieli partii Najpierw Nauru. Był członkiem parlamentu za kadencji Ludwiga Scotty'ego od 2004 do 2007, a obecnie jest członkiem parlamentu kierowanego przez Barona Waqę.